# Peñaranda de Duero
Peñaranda de Duero és un municipi de la província de Burgos a la comunitat autònoma de Castella i Lleó. Forma part de la comarca de Ribera del Duero.

## Demografia

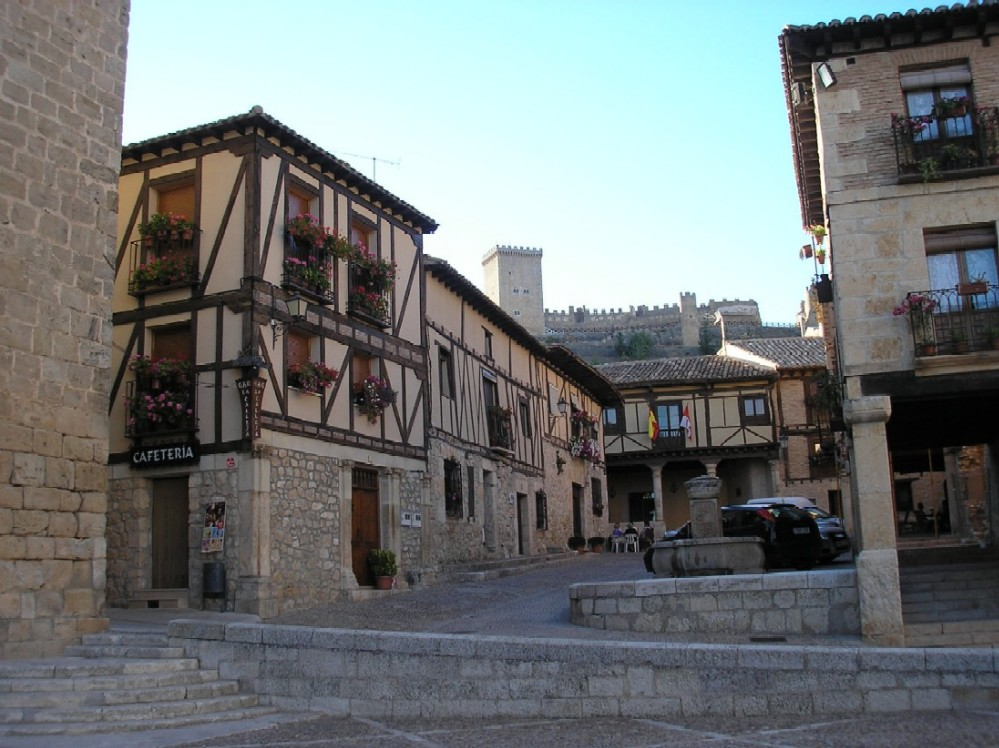
Plaça amb castell al fons

| 1991 | 1996 | 2001 | 2004 |
| ---- | ---- | ---- | ---- |
| 658  | 617  | 588  | 583  |